# Regenalm
Die Regenalm ist eine Alm in der Gemarkung Forst Sankt Bartholomä in der Gemeinde Schönau am Königssee.
Der Kaser der Regenalm steht unter Denkmalschutz und ist unter der Nummer D-1-72-132-107 in die Bayerische Denkmalliste eingetragen.

## Baubeschreibung
Beim Kaser der Regenalm handelt es sich um einen erdgeschossigen, überkämmten Blockbau mit Legschindeldach. Das Gebäude wurde 1740 errichtet und 1840 umgebaut.

## Heutige Nutzung
Die Regenalm wird nach wie vor landwirtschaftlich genutzt und ist in den Sommermonaten bewirtet. Zur Herde gehören neben Kälbern und Mutterkühen zwei Pferde und drei Ochsen.

## Lage
Die Regenalm befindet sich nördlich oberhalb des Obersees zwischen Gotzenberg und Kleines Regenbergl auf einer Höhe von 1540 m ü. NN.
Auf der Regenalm befindet sich auch die ehemalige Hofjagdhütte von König Maximilian II.